# David Collins
David Collins (født 12. oktober 1969 i Thousand Oaks, Californien, USA) er en amerikansk tidligere roer.
Collins vandt (sammen med Marc Schneider, Jeff Pfaendtner og William Carlucci) bronze i letvægtsfirer ved OL 1996 i Atlanta. Der deltog i alt 18 lande i konkurrencen, hvor de øvrige medaljetagere var Danmark, der fik guld, samt Canada, der tog sølvmedaljerne. Det var det eneste OL han deltog i.
Collins vandt desuden en VM-bronzemedalje i letvægtsotter ved VM 1991 i Wien.

## OL-medaljer
- 1996:  Bronze i letvægtsfirer